# Nguyễn Duy Cương
Nguyễn Duy Cương (1925 – 2022) là Giáo sư, Viện sĩ và Tiến sĩ Y dược, nguyên Thứ trưởng Thường trực Bộ Y tế Việt Nam; Chủ tịch Hội Dược học Việt Nam; Tổng biên tập Tạp chí Thuốc & Sức khỏe; Anh hùng Lao động thời kỳ đổi mới. Ông được coi là một trong những người đặt nền móng cho ngành dược học cách mạng Việt Nam.

## Tiểu sử
- Sinh ngày 27/2/1925, tại Long An; mất ngày 14/2/2022. Tham gia hoạt động cách mạng từ năm 1942 và vào Đảng năm 1950.[1]

## Giáo dục & sự nghiệp
- 1944: Bắt đầu học Dược. Năm 1947, thành lập phòng bào chế thuốc đầu tiên của cách mạng Nam Bộ tại Đồng Tháp Mười. Sau 1954, thi đặc cách lấy bằng Dược sĩ hạng nhất. Năm 1966, sang Liên Xô nghiên cứu y dược.

## Kháng chiến chống Pháp
- Đóng góp trong sản xuất thuốc và giáo dục kháng chiến; giữ chức Phó phòng Dược khoa Sở Y tế Quân dân y Nam Bộ.

## Giai đoạn 1955–1969
- Là cán bộ chủ chốt Bộ Y tế, đứng ra thành lập Phòng Đối ngoại và Vụ Kế hoạch – Tài vụ, đồng thời giảng dạy tại Đại học Dược Hà Nội.

## Kháng chiến chống Mỹ
- Phó ban Mặt trận Trí vận Sài Gòn – Gia Định (1970–1975), thành lập Hội Trí thức yêu nước (tiền thân Liên hiệp các Hội KH&KT TP.HCM).

## Sau 1975 tại TP.HCM
- Tổng Thư ký UBND Cách mạng Sài Gòn – Gia Định, kiêm Cục trưởng Cục Quản lý Dược; năm 1976 giữ chức Thứ trưởng Bộ Y tế kiêm Giám đốc Sở Y tế TP.HCM. Lên kế hoạch sản xuất dược liệu, lập Hội Y Dược học TP.HCM (1979).

## Giai đoạn 1981–1991
- Từ 1981, là Thứ trưởng Thường trực Bộ Y tế, thành lập Liên hiệp Xí nghiệp Dược Việt Nam và sáng lập Vimedimex. Chủ tịch Hội Dược học Việt Nam từ 1983.

## Sau khi nghỉ hưu
- Điều hành công ty dược, tạp chí Thuốc & Sức khỏe, Hội Dược học; được bầu làm Viện sĩ Viện Hàn lâm Quốc gia Dược học Pháp vào năm 2001.

## Danh hiệu và khen thưởng
- Anh hùng Lao động (2006).[3]
- Huân chương Độc lập Hạng Nhất (2010).[4]
- Huy hiệu 70 năm tuổi Đảng (2019).[5]

## Tưởng niệm
Nhân kỷ niệm 50 năm giải phóng miền Nam (30/4/1975–30/4/2025), ngày 4/4/2025, tại Khu Di tích lịch sử Quốc gia Ban Dân y Trung ương Cục miền Nam (Tây Ninh), CLB Truyền thống Ban Dân y miền Nam tổ chức lễ khánh thành tượng Bác Hồ và 8 thầy thuốc tiêu biểu, trong đó có VS.TS Nguyễn Duy Cương.